# Chrysothlypis salmoni
Tangará-vermelho-e-branco ou saí-rubro (Chrysothlypis salmoni) é uma espécie de ave da família Thraupidae.
Pode ser encontrada nos seguintes países: Colômbia e Equador.
Os seus habitats naturais são: florestas subtropicais ou tropicais húmidas de baixa altitude e florestas secundárias altamente degradadas.